# Lavocikin LaGG-1
Lavocikin-Gorbunov-Gudkov LaGG-1 (în limba rusă:Лавочкин-Горбунов-Гудков ЛаГГ-1) a fost un avion vânătoare fabricat de Uniunea Sovietică în cel de-al Doilea Război Mondial. 
Avionul a fost fabricat doar în cantitate mică, rămânând în stadiu de prototip.
Cu toate că nu a avut foarte mare succes, a stat la baza unei serii de avioane care au devenit printre cele mai formidabile avioane de vânătoare în război. 

## Proiectare și dezvoltare
LaGG-1 a fost proiectat în anul 1938 ca avion de vânătoare ușor și construit în jurul motorului Klimov M-105. Fuzelajul era din lemn laminat în scopul economisirii materialelor strategice.
Primul prototip a zburat în 30 martie 1940 și cu toate că problemele inițiale de proiectare au fost depășite, avionul nu confirma așteptările proiectanților. În acest stadiu, din cauza necesității de a dezvolta Forțele Aeriene Sovietice și pierderilor suferite în Războiul de Iarnă, s-a dat ordin ca avionul să intre în producție. 
S-au construit 100 bucăți care au fost trimise escadrilelor de încercare, unde neajunsurile au devenit foarte repede clare.
Avionul avea motorul prea slab, era lent și nu avea rază de acțiune suficient de mare. La aceste probleme s-a adăugat și faptul că deși primele șapte prototipuri au fost executate la standardele cele mai înalte, exemplarele produse în masă erau executate grosier, care trăgea și mai jos performanțele avioanelor.  
Ca urmare a raporturilor primite, echipa de proiectare a operat modificările necesare care au dat naștere avionului de vânătoare LaGG-3

## Specificații
Caracteristici generale
- Echipaj:1
- Lungime: 8,81 m
- Anvergură: 9,80 m
- Înălțime: 4,4m
- Suprafața aripilor: 17,4 m2
- Greutate goală: 2.478 kg
- Greutate încărcată: 2.968 kg
- Motor: 1 x motor V-12  tip Klimov M-105P de 820 kW (1.100 CP)

Performanțe
- Viteza maximă: 605 km/h
- Raza de acțiune: 556 km
- Plafon practic de zbor: 9.600 m
- Viteza de urcare: 14,3 m/s
- Sarcină unitară pe aripă: 170 kg/m2
- Putere/masă: 270 W/kg

Armament
- 1x tun ShVAK de 20mm
- 2 x mitraliere ShKAS de 7,62mm

## Operatori
- URSS